# كيث ستيوارت تومسون
كيث ستيوارت تومسون (بالإنجليزية: Keith Stewart Thomson)‏ هو إحاثي أمريكي، ولد في 1938.